# Zhu Qianwei
Pour les articles homonymes, voir Zhu.
Dans ce nom chinois, le nom de famille, Zhu, précède le nom personnel.
Qianwei Zhu (朱倩蔚 en chinois), née le 28 septembre 1990 à Shanghai, est une nageuse chinoise spécialisée dans la nage libre. Elle a été médaillée aux championnats du monde de natation en petit bassin de Dubaï en 2010 et est devenue détentrice avec l'équipe chinoise du record du monde du 4 × 200 m nage libre.

## Palmarès

### Jeux olympiques
Qianwei Zhu a participé aux Jeux olympiques d'été de 2008 qui se sont tenus à Pékin dans le 200 m libre et le relais 4 × 200 m libre. Elle a terminé respectivement 19e des séries dans le 200 m libre et obtient la médaille d'argent avec ses coéquipières Yu Yang, Miao Tan et Pang Jiaying Pang. 
| Médaille | Compétition | Épreuve              | Temps équipe  | Temps perso   | Lieu           | Date         |
| -------- | ----------- | -------------------- | ------------- | ------------- | -------------- | ------------ |
| Argent   | 2008        | 4 × 200 m nage libre | 7 min 45 s 93 | 1 min 56 s 64 | Pékin (E.A.U.) | 14 août 2008 |

### Championnats du monde
Qianwei Zhu a participé aux championnats du monde de 2010 en petit bassin aux 200 m libre et aux relais 4 × 100 m libre et 4 × 200 m libre. Elle a terminé 15e des séries dans le 200 m libre, 5e des séries dans le 4 × 100 m libre et obtient la médaille d'or dans le 4 × 200 m libre
| Médaille | Compétition | Épreuve              | Temps équipe  | Temps perso   | Lieu           | Date             |
| -------- | ----------- | -------------------- | ------------- | ------------- | -------------- | ---------------- |
| Or       | 2010        | 4 × 200 m nage libre | 7 min 35 s 94 | 1 min 54 s 08 | Dubaï (E.A.U.) | 15 décembre 2010 |

## Records du monde
Qianwei Zhu détient deux records du monde du 4 × 200 m nage libre. Le premier a été établi en grand bassin en 2009 à Rome à l'occasion des Championnats du monde de natation 2009 avec ses coéquipières chinoises Yu Yang, Jiaying Pang et Liu Jing. Ce record est également le record des championnats du monde.
L'autre a été établi en petit bassin avec ses coéquipières chinoises Tang Yi, Chen Qian et Liu Jing à Dubaï en 2010, un des trois records du monde établis lors de cette compétition.
| Épreuve              | Bassin | Temps         | Compétition                                   | Lieu           | Date             |
| -------------------- | ------ | ------------- | --------------------------------------------- | -------------- | ---------------- |
| 4 × 200 m nage libre | 50 m   | 7 min 42 s 08 | Championnats du monde de natation 2009        | Rome (Italie)  | 30 juillet 2009  |
| 4 × 200 m nage libre | 25 m   | 7 min 35 s 94 | Ch. du monde de natation en petit bassin 2010 | Dubaï (E.A.U.) | 15 décembre 2010 |

## Meilleurs temps personnels
Les meilleurs temps personnels établis par Qianwei Zhu dans les différentes disciplines sont détaillés ci-après.
| Épreuve                 | Bassin | Temps         | Compétition                            | Lieu                 | Date            |
| ----------------------- | ------ | ------------- | -------------------------------------- | -------------------- | --------------- |
| 50 m Libre              | 50 m   | 25 s 82       | Championnats de Chine                  | Shaoxing             | 1er avril 2009  |
| 100 m Libre             | 50 m   | 54 s 56       | Championnats de Chine                  | Shaoxing             | 1er avril 2009  |
| 200 m Libre             | 50 m   | 1 min 57 s 43 | Championnats de Chine                  | Shaoxing             | 1er avril 2009  |
| 400 m Libre             | 50 m   | 4 min 13 s 46 | Open de Chine                          | Pékin                | 2 février 2008  |
| 800 m Libre             | 50 m   | 8 min 49 s 80 | 1re Championnats du monde junior       | Rio de Janeiro (BRA) | 23 août 2006    |
| 100 m Libre (en relais) | 50 m   | 53 s 73       | Championnats du monde de natation 2009 | Rome (Italie)        | 26 juillet 2009 |
| 200 m Libre (en relais) | 50 m   | 1 min 55 s 79 | Championnats du monde de natation 2009 | Rome (Italie)        | 30 juillet 2009 |

| Épreuve                 | Bassin | Temps         | Compétition                                   | Lieu           | Date             |
| ----------------------- | ------ | ------------- | --------------------------------------------- | -------------- | ---------------- |
| 50 m Libre              | 25 m   | 25 s 68       | Open du Japon                                 | Tokyo (JPN)    | 21 février 2009  |
| 100 m Libre             | 25 m   | 53 s 44       | Open du Japon                                 | Tokyo (JPN)    | 22 février 2009  |
| 200 m Libre             | 25 m   | 1 min 54 s 32 | FINA/ARENA Swimming World Cup                 | Pékin          | 12 octobre 2010  |
| 400 m Libre             | 25 m   | 4 min 3 s 14  | FINA/ARENA Swimming World Cup                 | Pékin          | 13 octobre 2010  |
| 100 m Libre (en relais) | 25 m   | 52 s 60       | Ch. du monde de natation en petit bassin 2010 | Dubaï (E.A.U.) | 18 décembre 2010 |
| 200 m Libre (en relais) | 25 m   | 1 min 53 s 90 | Ch. du monde de natation en petit bassin 2010 | Dubaï (E.A.U.) | 15 décembre 2010 |